# Guillermo Soto
Guillermo Tomás Soto Arredondo (Santiago, Chile, 19 de enero de 1994) es un futbolista profesional chileno que se desempeña como lateral derecho y actualmente milita en Tigre de la Primera División de Argentina.

## Trayectoria
Proviene de las inferiores de Universidad Católica, en el año 2014 fue promovido al primer equipo, siendo Rodrigo Astudillo quien lo hace debutar profesionalmente el 18 de mayo de 2014 durante el partido válido por Copa Chile 2014-15 frente a Curicó Unido. La UC ganó ese partido por 2 a 0. Sólo disputó 3 partidos con el conjunto cruzado.
Tras esta temporada, fue cedido a Rangers de Talca de la Primera B chilena con el fin de que adquiera la experiencia necesaria fuera de San Carlos de Apoquindo. En 2017, tras quedar libre, pasó un semestre en AC Barnechea de la misma división.
En enero de 2018 fue anunciado como nuevo jugador de Palestino de la Primera división. Tras una destacada campaña, incluso obteniendo la Copa Chile 2018 con el cuadro tetracolor, en 2022 fichó por Huracán de la Primera División de Argentina.
El 28 de agosto de 2023, es anunciada su venta al FC Baltika Kaliningrad de la Liga Premier rusa.

## Selección nacional

### Selección adulta
Tras el gran nivel mostrado en Palestino, en agosto de 2019 fue nominado por Reinaldo Rueda para formar parte de la Selección de chilena con vista a los partidos amistosos ante Argentina y Honduras, en los cuales no sumó minutos. En octubre, fue nominado para los partidos válidos por la Eliminatorias Sudamericanas 2022 ante Uruguay y Colombia, convocatoria de la que fue liberado debido a una lesión.
El 6 de noviembre de 2022, fue convocado por Eduardo Berizzo, con vistas a la gira Europea de La Roja, dónde enfrentará partidos amistosos ante sus similares de Polonia y Eslovaquia.

### Partidos internacionales
| Partidos internacionales | Partidos internacionales | Partidos internacionales                       | Partidos internacionales | Partidos internacionales | Partidos internacionales | Partidos internacionales | Partidos internacionales | Partidos internacionales | Partidos internacionales |
| N.º                      | Fecha                    | Estadio                                        | Local                    | Resultado                | Visitante                | Goles                    | Asistencias              | DT                       | Competición              |
| ------------------------ | ------------------------ | ---------------------------------------------- | ------------------------ | ------------------------ | ------------------------ | ------------------------ | ------------------------ | ------------------------ | ------------------------ |
| 1                        | 16 de noviembre de 2022  | Estadio del Ejército Polaco, Varsovia, Polonia | Polonia                  | 1-0                      | Chile                    |                          |                          | Eduardo Berizzo          | Amistoso                 |
| 2                        | 27 de marzo de 2023      | Estadio Monumental, Santiago, Chile            | Chile                    | 3-2                      | Paraguay                 |                          |                          | Eduardo Berizzo          | Amistoso                 |
| 3                        | 16 de junio de 2023      | Estadio Sausalito, Viña del Mar, Chile         | Chile                    | 5-0                      | República Dominicana     |                          |                          | Eduardo Berizzo          | Amistoso                 |
| Total                    | Total                    | Total                                          | Presencias               | 3                        | Goles                    | 0                        | 0                        |                          |                          |

| Selección chilena | Selección chilena | Selección chilena |
| Año               | Partidos          | Goles             |
| ----------------- | ----------------- | ----------------- |
| 2022              | 1                 | 0                 |
| 2023              | 2                 | 0                 |
| Total             | 3                 | 0                 |

## Estadísticas

### Clubes
| Club                         | Div.          | Temporada     | Liga  | Liga  | Copas nacionales | Copas nacionales | Torneos internacionales | Torneos internacionales | Total | Total |
| Club                         | Div.          | Temporada     | Part. | Goles | Part.            | Goles            | Part.                   | Goles                   | Part. | Goles |
| ---------------------------- | ------------- | ------------- | ----- | ----- | ---------------- | ---------------- | ----------------------- | ----------------------- | ----- | ----- |
| Universidad Católica · Chile | 1.ª           | 2014-15       | —     | —     | 3                | 0                | —                       | —                       | 3     | 0     |
| Rangers · Chile              | 2.ª           | 2015-16       | 12    | 0     | 2                | 0                | —                       | —                       | 14    | 0     |
| Rangers · Chile              | 2.ª           | 2016-17       | 12    | 0     | —                | —                | —                       | —                       | 12    | 0     |
| Rangers · Chile              | Total club    | Total club    | 24    | 0     | 2                | 0                | 0                       | 0                       | 26    | 0     |
| Barnechea · Chile            | 2.ª           | 2017          | 13    | 0     | 2                | 0                | —                       | —                       | 15    | 0     |
| Barnechea · Chile            | Total club    | Total club    | 13    | 0     | 2                | 0                | 0                       | 0                       | 15    | 0     |
| Palestino · Chile            | 1.ª           | 2018          | 24    | 0     | 10               | 0                | —                       | —                       | 34    | 0     |
| Palestino · Chile            | 1.ª           | 2019          | 23    | 0     | 3                | 0                | 10                      | 1                       | 36    | 1     |
| Palestino · Chile            | 1.ª           | 2020          | 21    | 0     | —                | —                | 4                       | 0                       | 25    | 0     |
| Palestino · Chile            | 1.ª           | 2021          | 19    | 0     | 1                | 0                | 3                       | 0                       | 23    | 0     |
| Palestino · Chile            | Total club    | Total club    | 87    | 0     | 14               | 0                | 17                      | 1                       | 118   | 1     |
| Huracán Argentina            | 1.ª           | 2022          | 29    | 0     | 1                | 0                | —                       | —                       | 30    | 0     |
| Huracán Argentina            | 1.ª           | 2023          | 21    | 0     | 2                | 0                | 8                       | 0                       | 31    | 0     |
| Huracán Argentina            | Total club    | Total club    | 50    | 0     | 3                | 0                | 8                       | 0                       | 61    | 0     |
| Baltika Kaliningrad · Rusia  | 1.ª           | 2023-24       | 9     | 0     | 4                | 0                | —                       | —                       | 13    | 0     |
| Baltika Kaliningrad · Rusia  | Total club    | Total club    | 9     | 0     | 4                | 0                | 0                       | 0                       | 13    | 0     |
| Universidad Católica · Chile | 1.ª           | 2024          | 20    | 0     | 3                | 0                | 1                       | 0                       | 24    | 0     |
| Universidad Católica · Chile | 1.ª           | 2025          | 5     | 0     | 5                | 0                | 0                       | 0                       | 10    | 0     |
| Universidad Católica · Chile | Total club    | Total club    | 25    | 0     | 11               | 0                | 1                       | 0                       | 37    | 0     |
| Total carrera                | Total carrera | Total carrera | 208   | 0     | 36               | 0                | 26                      | 1                       | 270   | 1     |
| 1. 2. 3.                     |               |               |       |       |                  |                  |                         |                         |       |       |

### Selecciones
| Selección      | Temporada     | Amistosos | Amistosos | Sudamérica | Sudamérica | Mundial | Mundial | Total | Total |
| Selección      | Temporada     | Part.     | Goles     | Part.      | Goles      | Part.   | Goles   | Part. | Goles |
| -------------- | ------------- | --------- | --------- | ---------- | ---------- | ------- | ------- | ----- | ----- |
| Adulta · Chile | 2022          | 1         | 0         | —          | —          | —       | —       | 1     | 0     |
| Adulta · Chile | 2023          | 2         | 0         | —          | —          | —       | —       | 2     | 0     |
| Adulta · Chile | Total         | 3         | 0         | 0          | 0          | 0       | 0       | 3     | 0     |
| Total carrera  | Total carrera | 3         | 0         | 0          | 0          | 0       | 0       | 3     | 0     |

### Resumen estadístico
| Competición                   | Partidos | Goles |
| ----------------------------- | -------- | ----- |
| Primera División de Chile     | 112      | 0     |
| Primera División de Argentina | 50       | 0     |
| Liga Premier de Rusia         | 9        | 0     |
| Primera B de Chile            | 37       | 0     |
| Copa Chile                    | 28       | 0     |
| Supercopa de Chile            | 1        | 0     |
| Copa Argentina                | 3        | 0     |
| Copa de Rusia                 | 4        | 0     |
| Copa Libertadores             | 17       | 1     |
| Copa Sudamericana             | 9        | 0     |
| Selección adulta              | 3        | 0     |
| Total                         | 273      | 1     |

## Palmarés

### Campeonatos nacionales
| Título     | Club      | País  | Año  |
| ---------- | --------- | ----- | ---- |
| Copa Chile | Palestino | Chile | 2018 |